# キリング・イヴ/Killing Eve
『キリング・イヴ/Killing Eve』（Killing Eve）は2018年から2022年までアメリカ合衆国のBBCアメリカで放映されたイギリス製作のテレビドラマ。
原作はルーク・ジェニングスのスリラー小説『ヴィラネル』シリーズ。
ヨーロッパ各地で暗躍するサイコパスの暗殺者ヴィラネルと彼女を追うイギリスの情報機関MI6の女性捜査官イヴの攻防を描いたスパイスリラー。
主演はサンドラ・オーとジョディ・カマー。
2018年4月8日から同年5月27日までシーズン1全8話が、2019年4月7日から同年5月26日までシーズン2全8話が、2020年4月12日から同年5月31日までシーズン3全8話が、2022年2月27日から同年4月10日まで最終章となるシーズン4全8話が放映された。
日本ではWOWOWでシーズン1が2019年2月6日から、シーズン2が同年11月14日から、シーズン3が2020年7月7日から放映され、シーズン4が2022年11月6日から放映された。

## ストーリー

### シーズン1
MI5の職員であるイヴ・ポラストリは日々の退屈なデスクワークにも優しい夫との穏やかな生活にも不満を抱いていた。そんなある日、ウィーンでロシアの政治家が暗殺された事件をきっかけに、暗殺者マニアであるイヴはヨーロッパ各地で暗躍する謎の暗殺者が女であると推理し、上司に黙って捜査を始めるが、重要な証人を殺された上に違法な捜査を行なっていたことが上司に知られて解雇されてしまう。しかしイヴの才能に目をつけたMI6のキャロリンは彼女が統括する極秘捜査チームのリーダーとしてイヴをスカウトする。こうしてイヴは謎の暗殺者を追うことになる。
一方、暗殺者ヴィラネルはヴィラネル本人も正体を知らない謎の組織の指示で動いていた。彼女は自らが殺した人間が死に至る姿を見ることを楽しむサイコパスだが、自分を追うイヴの存在を知ると、イヴに激しく執着するようになる。
長年の相棒であるビルを目の前でヴィラネルに殺されたイヴはヴィラネルに激しい憎しみを抱くが、ヴィラネルを追うにつれ、徐々に彼女に対して抗えない魅力を感じるようになる。
ヴィラネルのパリのアパルトマンを突き止めたイヴはそこでヴィラネルと出くわす。2人はベッドの上で語り合うが、そこで完全に油断したヴィラネルをイヴは隠し持っていたナイフで深く刺す。動揺したイヴを残し、ヴィラネルは姿を消す。

### シーズン2
ヴィラネルはイギリスに入国する。新しいハンドラーであるレイモンドの下で仕事を再開するが、ヴィラネルはレイモンドを気に入らない。一方、ヴィラネルの前のハンドラーでヴィラネルに撃たれて死んだとされていたコンスタンティンが家族の安全を条件にキャロリンに匿われていることを知ったイヴは、コンスタンティンに家族の居場所を教える条件でヴィラネルの隠れ家を聞き出す。しかし、イヴたちが隠れ家に乗り込んだ時には、既にコンスタンティンはヴィラネルを連れて逃亡していた。こうしてコンスタンティンとヴィラネルはフリーランスの殺し屋チームとなる。
そんな中、ヴィラネルとは手口の異なる別の女性暗殺者がIT業界の大物アリスター・ピールを密かに殺し、彼の周辺で殺人を繰り返していた。イヴはその暗殺者を捕らえるが、依頼主について頑として口を割らない彼女に業を煮やし、ヴィラネルに協力を仰ぐことにする。イヴは自らの殺害依頼という形でヴィラネルを呼び出す。ヴィラネルはイヴの依頼通り、暗殺者の口を割らせる。暗殺の依頼主はアリスター・ピールの息子で後継者のアーロンだった。イヴはヴィラネルを潜入捜査に使ってアーロンを調べることにする。
ヴィラネル同様にサイコパスであるアーロンはヴィラネルを大いに気に入り、潜入捜査は順調に進むかに見えたが、ヴィラネルの発した言葉を合言葉と認識したイヴが現場に乗り込んでしまったことから、潜入捜査は失敗、アーロンはヴィラネルにイヴを殺すようにそそのかす。しかし、ヴィラネルは躊躇なく、アーロンを殺す。
アーロンの逮捕を目的としていたイヴは動揺するが、ヴィラネルがアーロンを殺すことは実はキャロリンの目論見通りだったと知り、愕然としたイヴは手を引くと宣言する。一方、ヴィラネルはコンスタンティンが全てを了解済みだったことを知ると、コンスタンティンと別れる。
イヴを迎えに来たヴィラネルの前に、レイモンドが現れてヴィラネルを殺そうとする。イヴはヴィラネルを救うためにレイモンドを殺してしまう。こうして2人は逃亡することになる。しかし、ヴィラネルが銃を持っていながら、レイモンドを撃たなかったことから、ヴィラネルが敢えてイヴに人殺しをさせたことに気づいたイヴはヴィラネルに別れを告げて去ろうとする。そんなイヴをヴィラネルは撃つ。

### シーズン3
イヴは一命を取り留めたものの、MI6を辞め、韓国料理家の厨房で働いていた。孤独な生活を送る彼女を心配したケニーの誘いで、イヴはケニーの現在の職場を訪れるが、そこでケニーは謎の転落死をする。ケニーの死は自殺として処理されるが、彼が謎の組織「トゥエルヴ」について調査していたことから、イヴはケニーの同僚ベアやその上司のジェイミーらと独自に調査を開始し、その過程でヴィラネルの足跡も追うことになる。
一方、ヴィラネルは殺し屋としての師だったダーシャと行動を共にしていた。しかし、これまでのような使われるだけの仕事ではなく、使う側になりたいと希望するようになるが、なかなか思い通りにはいかない。そんな中、ヴィラネルは自分を捨てた母親を訪ね、彼女と改めて対峙する。しかし、彼女への憎しみを再燃させたヴィラネルは、母親の再婚相手を含めた家族のうち実の弟を除いた全員を家ごと爆殺する。殺しの仕事に嫌気がさしたヴィラネルは、別の仕事をしたいと考えるようになるが、かつて自分と契約したいと提案してきたキャロリンからは殺し屋以外に使い道はないと告げられる。
ベアが好物の菓子を盗み食いしている犯人を突き止めるために設置していた監視カメラの映像から、ケニーが最後に会った人物がコンスタンティンであることが判明する。その事実を知った母キャロリンは、かねてよりコンスタンティンを裏で操り、「トゥエルヴ」のメンバーと目されていた上司ポールの自宅にコンスタンティンを呼び出す。そこにイヴとヴィラネルも同席する。コンスタンティンはケニーの殺害を否定し、ポールの指示でケニーに警告して「トゥエルヴ」に協力するよう言っただけで、怖気付いたケニーが後退りして転落したのだと釈明する。キャロリンは銃口をコンスタンティンに向け、命乞いをする彼を殺そうとするが、そこで突然ポールを撃ち殺し、自殺として処理する一方、コンスタンティンを逃す。
イヴとヴィラネルは関係を断とうとするが、それはできないことであると2人は確認する。

### シーズン4
イヴは民間の警備会社で働きながら、同僚でセックスフレンドのユスフの献身的な協力のもと、謎の組織「トゥエルヴ」の捜査を続けている。一方、殺し屋から足を洗い、新たな人生を歩もうと考えたヴィラネルは、教会の牧師フィルとその娘メイと同居し、キリスト教に帰依して洗礼を受けることになる。しかし、殺し屋としての本性を消し去ることはできず、結局、フィルとメイを殺してしまい、指名手配を受けてイヴのもとに逃げ込む。そんなヴィラネルをイヴは警察に捕らえさせる。
そんな中、「トゥエルヴ」のメンバーが次々と激しい拷問を受けた末に殺される事件が起きる。ポールを殺したことで閑職に追いやられていたキャロリンは事件の情報をイヴに渡すとともに、自らはロシアに亡命して独自に捜査を続ける。こうしてイヴとキャロリン、そして「トゥエルヴ」のメンバーでヴィラネルの上司だったエレーヌが手を回して釈放されたヴィラネルの3人はそれぞれ独自に「トゥエルヴ」壊滅に向けて動き出す。彼女たちそれぞれの調べによって、一連の殺人事件が「トゥエルヴ」を乗っ取ろうと企んでいるエレーヌが起こした事件だったことが判明する。そして、その間に「トゥエルヴ」の創設メンバーの1人であるラースをイヴが、そしてラースを狙っていたエレーヌをヴィラネルが殺害する。また、ヴィラネルのかつてのハンドラーで父親のような存在だったコンスタンティンは、エレーヌから預かって暗殺者として育てていたパムに殺される。しかし、エレーヌが既に殺されていたことを知ったパムは、親しみを感じていたコンスタンティンをエレーヌの命令で殺してしまったことを悔やみ、彼の遺した言葉に従って足を洗う。
一方、深く愛し合うようになったイヴとヴィラネルは「トゥエルヴ」の幹部が集まる会合の場所を突き止め、会場である客船に乗り込む。イヴが人目を逸らしている隙に、ヴィラネルは幹部たちを皆殺しにする。全てが終わり、イヴと抱き合って喜ぶヴィラネルを銃弾が貫く。海中に逃げ込んだ2人だったが、イヴの目の前でヴィラネルは多数の銃弾を受けて絶命する。イヴは海上に顔を出して絶叫する。その様子をキャロリンが眺めている。ヴィラネルの射殺はMI6復帰を目論むキャロリンの指示によるものだったのである。

## キャスト

### メイン
イヴ・ポラストリ
演 - サンドラ・オー、日本語吹替 - 沢海陽子
イギリス生まれで米国育ちの韓国系。暗殺者マニア。MI5の職員だったが、上司に反抗したために解雇。その後、キャロリンにMI6の極秘捜査チームのリーダーにスカウトされてヴィラネルを追うことになるが、徐々に彼女に惹かれていく。
ヴィラネル/オクサナ・アスタンコワ
演 - ジョディ・カマー、日本語吹替 - 逢田梨香子
ヨーロッパ各地で殺人を行なっているロシア人暗殺者。サイコパスで冷酷非情。両性愛者で、自分を追ってくるイヴに執着し、愛憎入り交じった感情を抱いている。死んだと思っていたイヴが生きていることを知った際は、動揺しながらも歓喜の涙を流した。シーズンを追うごとに人間らしい一面を見せるようになっていく。
キャロリン・マーテンズ
演 - フィオナ・ショウ、日本語吹替 - 高島雅羅
MI6のロシア部門の主任。ベテランの敏腕エージェント。極秘捜査チームを統括し、イヴをチームのリーダーにスカウトする。ロシアの情報機関とも繋がっている。シーズン3で息子ケニーが不審死し、真相を探るために極秘裏に捜査を始める。シーズン4では閑職に追いやられたため、ロシアに亡命して独自に捜査を進めるが、その結果として再びMI6への復帰を目論む。
1979年のキャロリン
演 - イモジェン・デインズ、日本語吹替 - 南真由
シーズン4のみ。「ジャニス」の名前でドイツ・ベルリンのアナーキストグループに潜入したイギリスのスパイ。中心メンバーのヨハン（ラース）と交際するが、同じグループのカール（実はKGBのスパイのコンスタンティン）とも関係を持ち、それを知って逆上したヨハンを、カールと一緒になって殺してしまう。しかし、ヨハンは密かに生き続けていたことが判明する。
コンスタンティン・ワシリエフ
演 - キム・ボドゥニア、日本語吹替 - 大塚芳忠
ヴィラネルのハンドラー。謎の組織「トゥエルヴ」のメンバーだが、表向きはロシアの情報機関FSBに所属し、古くから付き合いのあるキャロリンとは深い仲。シーズン4でエレーヌから預かって暗殺者として育てたパムに行き違いから殺される。
1979年のコンスタンティン
演 - ルイス・ボドゥニア・アンデルセン、日本語吹替 - 中野泰佑
シーズン4のみ。「カール」の名前でドイツ・ベルリンのアナーキストグループに潜入したKGBのスパイ。同じグループのカロリナと交際していたが、ジャニス（キャロリン）の父親でスパイのディッキーの秘密を探るために彼女とも関係を持つ。ディッキーが同性愛者であることを知ると、それをネタに彼を脅迫して自殺に追い込む。演じるルイス・ボドゥニア・アンデルセンはキム・ボドゥニアの実の息子である。
ニコ・ポラストリ
演 - オーウェン・マクドネル、日本語吹替 - 新納慎也
イヴの夫。ポーランド系イギリス人。数学教師。イヴがMI6入ってから、彼女との間に溝が生じるようになる。シーズン3では精神を病んで施設に入所していたが、イヴには何もいわずに退院し、ポーランドに帰国した。その後、会いに来たイヴの目の前でダーシャにピッチフォークで首を刺されて重傷を負い、イヴに絶縁を宣言した。
ケニー・ストートン
演 - ショーン・デラニー、日本語吹替 - 梶裕貴
元ハッカー。MI6の極秘捜査チームのリサーチ担当。実はキャロリンの息子。シーズン3ではMI6を辞め、オンライン出版社「ビター・ピル」のウェブ・ジャーナリストとして密かに謎の組織「トゥエルヴ」について調査を続けていたが、ビルから転落死した。イヴとキャロリンは「トゥエルヴ」に殺されたと見て捜査を進めていたが、現場にいたと見られるコンスタンティンによれば、単なる事故死である。ただし、コンスタンティンの証言を裏付ける証拠は何もない。
フランク・ヘイルトン
演 - ダーレン・ボイド、日本語吹替 - 根本泰彦
シーズン1のみ。MI5でのイヴたちの上司。自分に反抗したイヴとビルを解雇する。妻を癌で亡くしたシングルファーザー。ヴィラネルに殺された。
ビル・パーグレイヴ
演 - デヴィッド・ヘイグ、日本語吹替 - 内田直哉
シーズン1のみ。MI5でのイヴの上司で相棒。イヴとともに解雇された後、イヴに誘われてMI6の極秘捜査チームに。クローゼットなゲイ。裕福なレズビアンの妻とは子供をもうけるために双方納得の上で結婚する。61歳にして生まれたばかりの娘の育児中だったが、ヴィラネルに殺された。
エレナ・フェルトン
演 - カービー・ハウエル＝バプティスト、日本語吹替 - 田村聖子
シーズン1のみ。MI5でのイヴの助手。キャロリンに憧れており、イヴに誘われてMI6の極秘捜査チームに。
ジェス
演 - ニーナ・ソサーニャ、日本語吹替 - 松枝裕香
シーズン2のみ。極秘捜査チームのメンバー。情報収集担当。アラビア語に堪能。
ヒューゴ
演 - エドワード・ブルーメル、日本語吹替 - 入野自由
シーズン2と4。極秘捜査チームの新規メンバー。オックスフォード大学卒。
アーロン・ピール
演 - ヘンリー・ロイド＝ヒューズ、日本語吹替 - 神谷浩史
シーズン2のみ。亡くなったIT業界の大物であるアリスター・ピールの息子でイヴらの捜査対象。ヴィラネルに殺される。
レイモンド
演 - エイドリアン・スカーボロー、日本語吹替 - 土師孝也
シーズン2のみ。ヴィラネルの新しいハンドラー。謎の組織「トゥエルヴ」のメンバー。イヴに殺される。
マーティン
演 - アディール・アクタル、日本語吹替 - 奈良徹
シーズン2と4。サイコパスに関するイギリス情報局の専門家。セラピスト。
モー・ジャファリ
演 - ラージ・バジャージ、日本語吹替 - 石田彰
シーズン3のみ。MI6の新人エージェント。キャロリンの部下。ポールと「トゥエルヴ」の関係を突き止めたことをキャロリンに報告するが、詳細を伝える前にポールに殺される。
ベア
演 - ターロック・コンヴェリー、日本語吹替 - 中村章吾
シーズン3から登場。「ビター・ピル」のケニーの同僚でハッカー。ケニーの不審死についてイヴの捜査に協力する。
ポール・ブラッドウェル
演 - スティーヴ・ペンバートン、日本語吹替 - 古川登志夫
シーズン3のみ。MI6のキャロリンらの上司。ロシア部門の監督者。実は「トゥエルヴ」のメンバーでコンスタンティンを裏で操っていたが、キャロリンに射殺される。
ジェイミー・ヘイワード
演 - ダニー・サパーニ、日本語吹替 - 楠大典
シーズン3から登場。「ビター・ピル」のケニーの上司で編集長。ケニーの不審死についてイヴの捜査に協力する。
ダーシャ・ダズラン
演 - ハリエット・ウォルター、日本語吹替 - 田中真弓
シーズン3のみ。ヴィラネルの元トレーナーでメンター。オリンピックの体操選手からスパイに転じた。愛国心が強く、故郷ロシアへの帰国を望んでいたが、ヴィラネルに殴り倒された後イヴに痛めつけられる。病院に運ばれたが死亡した。
ジェラルディン・ストートン
演 - ジェマ・ウィーラン、日本語吹替 - 松井暁波
シーズン3から登場。キャロリンの娘。ケニーの姉。家族よりも仕事を優先してきたキャロリンとの関係を改善しようと努めるが、キャロリンからは一段と疎まれるようになる。母の元恋人であるコンスタンティンに想いを寄せるが、その気持ちを彼に利用される。
エレーヌ
演 - カミーユ・コッタン、日本語吹替 - 深見梨加
シーズン3から登場。謎の組織「トゥエルヴ」のメンバーでヴィラネルの上司。幼い1人娘あり。ヴィラネルに殺される。
パム
演 - アンジャナ・ヴァーサン、日本語吹替 - 内田真礼
シーズン4から登場。兄エリオットが経営する葬儀屋のエンバーマー。エレーヌに暗殺者として採用され、自分を虐待する兄を殺した末にコンスタンティンに預けられる。コンスタンティンと親しくなるが、エレーヌがヴィラネルに殺されたことを知らないままエレーヌの指示に従ってコンスタンティンを殺してしまい、コンスタンティンの言葉に従って足を洗う。
ユスフ
演 - ロバート・ギルバート、日本語吹替 - 諏訪部順一
シーズン4から登場。イヴの勤務先の警備会社の同僚でセックスフレンド。元軍人としての経験と知識を活かしてイヴに積極的に協力。
ウラド
演 - ローレンティウ・ポッサ、日本語吹替 - 小杉十郎太
シーズン1と4。ロシア情報局員。キャロリンの仲間。
ラース
演 - イングヴァール・シーグルソン、日本語吹替 - 田中正彦
シーズン4のみ。謎の組織「トゥエルヴ」の設立メンバーの1人。死んだと見られていたが密かに生きていたことが判明する。イヴに射殺される。
1979年のラース
演 - シギ・イングヴァルソン、日本語吹替 - 川原元幸
シーズン4のみ。ドイツ・ベルリンのアナーキストグループの中心メンバーの1人。「ヨハン」の名前で活動。ジャニス（キャロリン）と交際していたが、彼女がカール（コンスタンティン）とも関係を持っていたことを知って逆上し、ジャニスとカールに返り討ちにあって殺されたと見られていた。
ガン
演 - マリー＝ソフィー・フェルダン、日本語吹替 - 塩田朋子
シーズン4から登場。謎の組織「トゥエルヴ」の熟練暗殺者。ヴィラネルを自分だけのものにしようとするが反発され、行きがかりでイヴに両目を潰される。

### その他
アンナ
演 - スーザン・リンチ 、日本語吹替 - 三石琴乃
シーズン1のみ。オクサナの元語学教師で彼女が恋した相手。愛する夫をオクサナに殺された過去を持つ。
アンバー・ピール
演 - シャノン・タルベット、日本語吹替 - 孫崎純
シーズン2のみ。アーロンの妹。依存症治療のための自助グループに参加中。
ジェマ
演 - エマ・ピアソン
シーズン2のみ。ニコの同僚教師で彼に想いを寄せている。ヴィラネルに殺されるが、MI6の偽装工作より自殺で処理された。
オードリー
演 - アヨーラ・スマート、日本語吹替 - 最上もが
シーズン3から登場。「ビター・ピル」の受付係。ケニーの恋人。
リアン
演 - アレクサンドラ・ローチ
シーズン3のみ。謎の組織「トゥエルヴ」の暗殺者。
フィル
演 - スティーヴ・オーラム、日本語吹替 - 斧アツシ
シーズン4のみ。ヴィラネルが暮らすようになった教会の牧師。ヴィラネルに殺される。
メイ
演 - ジンズィ・ハドソン、日本語吹替 - 内田彩
シーズン4のみ。フィルの娘。ヴィラネルに心酔。ヴィラネルに殺される。
フェルナンダ
演 - モニカ・ロペラ、日本語吹替 - 高乃麗
シーズン4のみ。ラースの元妻でエレーヌの元恋人。エレーヌの命令でパムに殺される。

## エピソード
| シーズン | シーズン | 話数 | 話数 | 放送期間      | 放送期間      | 放送期間    |
| シーズン | シーズン | 話数 | 話数 | 初回放送      | 最終回放送    | 放送局      |
| -------- | -------- | ---- | ---- | ------------- | ------------- | ----------- |
|          | 1        | 8    | 8    | 2018年4月8日  | 2018年5月27日 | BBCアメリカ |
|          | 2        | 8    | 8    | 2019年4月7日  | 2019年5月26日 | BBCアメリカ |
|          | 3        | 8    | 8    | 2020年4月12日 | 2020年5月31日 | BBCアメリカ |
|          | 4        | 8    | 8    | 2022年2月27日 | 2022年4月10日 | BBCアメリカ |

### シーズン1 (2018)
| 通算 話数 | シーズン 話数 | タイトル                                                | 監督                 | 脚本                             | 放送日        | 米国視聴者数 (百万人) |
| --------- | ------------- | ------------------------------------------------------- | -------------------- | -------------------------------- | ------------- | --------------------- |
| 1         | 1             | "その顔、すてき" "Nice Face"                            | ハリー・ブラッドビア | フィービー・ウォーラー＝ブリッジ | 2018年4月8日  | 0.423                 |
| 2         | 2             | "あとで行く" "I'll Deal with Him Later"                 | ハリー・ブラッドビア | フィービー・ウォーラー＝ブリッジ | 2018年4月15日 | 0.371                 |
| 3         | 3             | "また会えた" "Don't I Know You?"                        | ジョン・イースト     | ヴィッキー・ジョーンズ           | 2018年4月22日 | 0.388                 |
| 4         | 4             | "ごめんね" "Sorry Baby"                                 | ジョン・イースト     | ジョージ・ケイ                   | 2018年4月29日 | 0.503                 |
| 5         | 5             | "バスルームじゃなきゃ" "I Have a Thing About Bathrooms" | ジョン・イースト     | フィービー・ウォーラー＝ブリッジ | 2018年5月6日  | 0.518                 |
| 6         | 6             | "連れてって!" "Take Me to the Hole!"                    | デイモン・トーマス   | ジョージ・ケイ                   | 2018年5月13日 | 0.537                 |
| 7         | 7             | "自由はイヤ" "I Don't Want to Be Free"                  | デイモン・トーマス   | ロブ・ウィリアムズ               | 2018年5月20日 | 0.485                 |
| 8         | 8             | "疲れちゃった" "God, I'm Tired"                         | デイモン・トーマス   | フィービー・ウォーラー＝ブリッジ | 2018年5月27日 | 0.701                 |

### シーズン2 (2019)
| 通算 話数 | シーズン 話数 | タイトル                                                  | 監督                         | 脚本                                                        | 放送日        | 米国視聴者数 (百万人) |
| --------- | ------------- | --------------------------------------------------------- | ---------------------------- | ----------------------------------------------------------- | ------------- | --------------------- |
| 9         | 1             | "死体棄てられる?" "Do You Know How to Dispose of a Body?" | デイモン・トーマス           | エメラルド・フェネル                                        | 2019年4月7日  | 0.403                 |
| 10        | 2             | "キレイだね" "Nice and Neat"                              | デイモン・トーマス           | エメラルド・フェネル                                        | 2019年4月14日 | 0.321                 |
| 11        | 3             | "私ははらぺこあおむし" "The Hungry Caterpillar"           | リザ・ブリュールマン         | エメラルド・フェネル、ヘンリエッタ & ジェシカ・アシュワース | 2019年4月21日 | 0.361                 |
| 12        | 4             | "病める時も" "Desperate Times"                            | リザ・ブリュールマン         | エメラルド・フェネル & D・C・ムーア                         | 2019年4月28日 | 0.459                 |
| 13        | 5             | "じゃまたね" "Smell Ya Later"                             | フランチェスカ・グレゴリーニ | フレディ・サイボーン                                        | 2019年5月5日  | 0.454                 |
| 14        | 6             | "正常位楽しんで!" "I Hope You Like Missionary!"           | フランチェスカ・グレゴリーニ | ジェレミー・ダイソン                                        | 2019年5月12日 | 0.402                 |
| 15        | 7             | "覚醒したかも" "Wide Awake"                               | デイモン・トーマス           | エメラルド・フェネル                                        | 2019年5月19日 | 0.419                 |
| 16        | 8             | "あたしのものよ" "You're Mine"                            | デイモン・トーマス           | エメラルド・フェネル                                        | 2019年5月26日 | 0.367                 |

### シーズン3 (2020)
| 通算 話数 | シリーズ 話数 | タイトル                                       | 監督                 | 脚本                                    | 放送日        | 米国視聴者数 (百万人) |
| --------- | ------------- | ---------------------------------------------- | -------------------- | --------------------------------------- | ------------- | --------------------- |
| 17        | 1             | "焦っちゃだめ" "Slowly Slowly Catchy Monkey"   | テリー・マクドノー   | スザンヌ・ヒースコート                  | 2020年4月12日 | 0.443                 |
| 18        | 2             | "管理職ってツライ" "Management Sucks"          | テリー・マクドノー   | アンナ・ジョーダン                      | 2020年4月19日 | 0.342                 |
| 19        | 3             | "ビスケットがない" "Meetings Have Biscuits"    | ミランダ・ボーウェン | ローラ・ニール                          | 2020年4月26日 | 0.334                 |
| 20        | 4             | "まだイケる!" "Still Got It"                   | ミランダ・ボーウェン | エリノア・クック                        | 2020年5月3日  | 0.380                 |
| 21        | 5             | "ピナーから来たの?" "Are You From Pinner?"     | シャノン・マーフィ   | スザンヌ・ヒースコート                  | 2020年5月10日 | 0.419                 |
| 22        | 6             | "ゲームは終わり" "End of Game"                 | シャノン・マーフィ   | クリッシー・ダッカー                    | 2020年5月17日 | 0.340                 |
| 23        | 7             | "あなたは美しきモンスター" "Beautiful Monster" | デイモン・トーマス   | ローラ・ニール                          | 2020年5月24日 | 0.357                 |
| 24        | 8             | "リードしないの?" "Are You Leading or Am I?"   | デイモン・トーマス   | スザンヌ・ヒースコート & ローラ・ニール | 2020年5月31日 | 0.393                 |

### シーズン4 (2022)
| 通算 話数 | シリーズ 話数 | タイトル                                                  | 監督               | 脚本                                  | 放送日        | 米国視聴者数 (百万人) |
| --------- | ------------- | --------------------------------------------------------- | ------------------ | ------------------------------------- | ------------- | --------------------- |
| 25        | 1             | "ビショ濡れにして!" "Just Dunk Me"                        | ステラ・コラーディ | ローラ・ニール                        | 2022年2月27日 | 0.435                 |
| 26        | 2             | "食われないでね" "Don't Get Eaten"                        | ステラ・コラーディ | ローラ・ニール                        | 2022年3月6日  | 0.341                 |
| 27        | 3             | "ベージュのブーツを履いた虹" "A Rainbow in Beige Boots"   | アヌ・メノン       | ケイリー・ルウェリン                  | 2022年3月13日 | 0.300                 |
| 28        | 4             | "苦痛と飢え" "It's Agony and I'm Ravenous"                | アヌ・メノン       | ケイリー・ルウェリン                  | 2022年3月20日 | 0.337                 |
| 29        | 5             | "深入りしないで" "Don't Get Attached"                     | エミリ・アテフ     | ローラ・ニール & ジョージア・レスター | 2022年3月27日 | 0.194                 |
| 30        | 6             | "やった!私の勝ち" "Oh Goodie, I'm the Winner"             | エミリ・アテフ     | ケイリー・ルウェリン                  | 2022年4月3日  | 0.273                 |
| 31        | 7             | "死体はきれいに処理するの" "Making Dead Things Look Nice" | ステラ・コラーディ | サラ・シモンズ                        | 2022年4月10日 | 0.354                 |
| 32        | 8             | "やあ 負け犬ども" "Hello, Losers"                         | ステラ・コラーディ | ローラ・ニール                        | 2022年4月10日 | 0.354                 |

## 作品の評価
| シーズン | シーズン | 批評家の反応    | 批評家の反応    | 批評家の反応    | 批評家の反応 | 批評家の反応 |
| シーズン | シーズン | Rotten Tomatoes | Rotten Tomatoes | Rotten Tomatoes | Metacritic   | Metacritic   |
| シーズン | シーズン | 支持率          | 平均点/10       | レビュー数      | 平均点/100   | レビュー数   |
| -------- | -------- | --------------- | --------------- | --------------- | ------------ | ------------ |
|          | 1        | 96%             | 8.3             | 154             | 83           | 22           |
|          | 2        | 92%             | 8.15            | 163             | 86           | 22           |
|          | 3        | 80%             | 6.75            | 158             | 63           | 16           |
|          | 4        | 55%             | 6.3             | 94              | 55           | 14           |

### シーズン1
第76回ゴールデングローブ賞のテレビドラマ部門において、作品賞（ドラマ部門）にノミネートされ、主演のサンドラ・オーが主演女優賞（テレビシリーズ・ドラマ部門）を受賞している。
他にも主演のオーが第9回テレビ批評家協会賞の主演女優賞（ドラマシリーズ部門）や第25回全米映画俳優組合賞の女優賞（ドラマシリーズ）を受賞している。
Rotten Tomatoesによれば、批評家の一致した見解は「魅惑的で意外性のある『キリング・イヴ/Killing Eve』のスパイ対スパイの奇想天外でひねりのある展開は、最終的にサンドラ・オーの才能を生かした大胆で楽しいショーをご褒美として視聴者に与えている。」であり、154件の評論のうち高評価は96%にあたる148件で、平均点は10点満点中8.3点となっている。
Metacriticによれば、22件の評論の全てが高く評価しており、平均点は100点満点中83点となっている。

### シーズン2
第71回プライムタイム・エミー賞において、作品賞（ドラマ部門）など5部門で計6つのノミネートを受け、そのうち主演女優賞（ドラマ部門）をジョディ・カマーが受賞している。
Rotten Tomatoesによれば、批評家の一致した見解は「刺激的な追いつ追われつのゲームがまだそのコアに根ざしている『キリング・イヴ/Killing Eve』はシーズン2を迎え、かなり高い危険度、陽気なダークユーモア、そしてキャラクター間の魅惑的なダイナミックさで観る者をとりこにし、最高のスパイスリラーの1つとしての地位を固めている。」であり、163件の評論のうち高評価は92%にあたる151件で、平均点は10点満点中8.15点となっている。
Metacriticによれば、22件の評論の全てが高く評価しており、平均点は100点満点中86点となっている。

### シーズン3
Rotten Tomatoesによれば、批評家の一致した見解は「『キリング・イヴ/Killing Eve』シーズン3がさほど深くなくても、ジョディ・カマーとサンドラ・オーのキラーケミストリーを観ることができる、とてつもなく楽しいショーケースであることに変わりはない。」であり、158件の評論のうち高評価は80%にあたる129件で、平均点は10点満点中6.75点となっている。
Metacriticによれば、16件の評論のうち、高評価は8件、賛否混在は8件、低評価はなく、平均点は100点満点中63点となっている。

### シーズン4
Rotten Tomatoesによれば、批評家の一致した見解は「ヴィラネルは『キリング・イヴ/Killing Eve』のクライマックス・シーズンに信仰を見出したが、このシリーズはあまりに長い間空回りしていてスリルがなくなってしまった。」であり、94件の評論のうち高評価は55%にあたる53件で、平均点は10点満点中6.3点となっている。
Metacriticによれば、14件の評論のうち、高評価は4件、賛否混在は10件、低評価はなく、平均点は100点満点中55点となっている。